# Großer Preis von Monaco 2019
Der Große Preis von Monaco 2019 (offiziell Formula 1 Grand Prix de Monaco 2019) fand am 26. Mai auf dem Circuit de Monaco in Monte-Carlo statt und war das sechste Rennen der Formel-1-Weltmeisterschaft 2019.

## Bericht

### Hintergründe
Nach dem Großen Preis von Spanien führte Lewis Hamilton in der Fahrerwertung mit sieben Punkten vor Valtteri Bottas und mit 46 Punkten vor Max Verstappen. In der Konstrukteurswertung führte Mercedes mit 96 Punkten vor Ferrari und mit 130 Punkten vor Red Bull Racing.
Beim Großen Preis von Monaco stellte Pirelli den Fahrern die Reifenmischungen P Zero Hard (weiß, Mischung C3), P Zero Medium (gelb, C4) und P Zero Soft (rot, C5) sowie für Nässe Cinturato Intermediates (grün) und Cinturato Full-Wets (blau) zur Verfügung.
Im Gegensatz zu den anderen Rennstrecken im Rennkalender gab es in Monaco nur eine DRS-Zone, die sich auf der Start-Ziel-Geraden befand und im Vergleich zum Vorjahr unverändert blieb. Sie begann 18 Meter nach der letzten Kurve, der Messpunkt befand sich 80 Meter hinter der Piscine.
Mit Hamilton, Sebastian Vettel (jeweils zweimal), Kimi Räikkönen und Daniel Ricciardo (jeweils zweimal) traten vier ehemalige Sieger zu diesem Grand Prix an.
Als Rennkommissare für dieses Rennwochenende fungierten Tim Mayer (USA), Jose Abed (MEX), Mika Salo (FIN) und Eric Barrabino (MCO).

### Training
Im ersten freien Training fuhr Hamilton mit einer Rundenzeit von 1:12,106 Minuten die Bestzeit vor Verstappen und Bottas.
Im zweiten freien Training war Hamilton erneut Schnellster, diesmal mit einer Rundenzeit von 1:11,118 Minuten. Zweiter wurde Bottas vor Vettel.
Im dritten freien Training erzielte dann Charles Leclerc in 1:11,265 Minuten die schnellste Rundenzeit vor Bottas und Hamilton.

### Qualifying
Das Qualifying bestand aus drei Teilen mit einer Nettolaufzeit von 45 Minuten. Im ersten Qualifying-Segment (Q1) hatten die Fahrer 18 Minuten Zeit, um sich für das Rennen zu qualifizieren. Alle Fahrer, die im ersten Abschnitt eine Zeit erzielten, die maximal 107 Prozent der schnellsten Rundenzeit betrug, qualifizierten sich für den Grand Prix. Die besten 15 Fahrer erreichten den nächsten Teil. Vettel war Schnellster. Beide Williams-, beide Racing-Point-Piloten und Leclerc schieden aus.
Der zweite Abschnitt (Q2) dauerte 15 Minuten. Die schnellsten zehn Piloten qualifizierten sich für den dritten Teil des Qualifyings. Verstappen war Schnellster. Die Alfa-Romeo-Piloten, Romain Grosjean, Lando Norris und Nico Hülkenberg schieden aus.
Der finale Abschnitt (Q3) ging über eine Zeit von zwölf Minuten, in denen die ersten zehn Startpositionen vergeben wurden. Hamilton fuhr mit einer Rundenzeit von 1:10,166 Minuten die Bestzeit vor Hamilton und Vettel. Es war die 85. Pole-Position für Hamilton in der Formel-1-Weltmeisterschaft.
Am Ende des Qualifyings wurden Pierre Gasly und Antonio Giovinazzi mit drei Startplätzen und einem Punkt für ihre Superlizenz bestraft, weil sie Grosjean bzw. Hülkenberg im Qualifying behindert hatten.

### Rennen
Vor dem Rennen wurde eine Schweigeminute zum Tod des ehemaligen österreichischen Fahrers Niki Lauda, Gewinner von drei Weltmeistertiteln, eingelegt.
Der Start verlief regulär, wobei Hamilton die Führung des Rennens behielt, während Bottas dem Angriff von Verstappen widerstand, dann folgten Vettel, Ricciardo, Kevin Magnussen, Gasly, Carlos Sainz jr. und die beiden Toro Rosso. Den ersten vier gelang es sofort, sich einen Vorsprung zum Rest des Feldes zu verschaffen.
Von hinten startend, überholte Leclerc zunächst Norris in der Haarnadelkurve, dann in der siebten Runde Grosjean in der Rascasse. Zwei Runden später versuchte der Monegasse, das gleiche Manöver gegen Hülkenberg durchzuführen, doch die beiden Autos berührten sich. Der Ferrari-Pilot drehte sich und verlor zwei Positionen, anschließend berührte er die Leitplanken, platzte sein rechter Hinterreifen und er musste die Reifen wechseln lassen. Auch der Deutsche musste einen Boxenstopp einlegen, während die Rennleitung beschloss, das Safety-Car auf die Strecke zu schicken, damit die Strecke von den hinterlassenen Trümmern gereinigt werden konnte.
Die ersten vier der Rangliste nutzten die Phase aus und gingen an die Box. Beim Verlassen der Box schien Verstappen in der Lage zu sein, Bottas zu überholen: Die beiden Autos gerieten allerdings in Kontakt und der Finne musste in der folgenden Runde erneut anhalten, um einen neuen Satz Reifen zu montieren. Der Vorsprung gegenüber den anderen Fahrern war allerdings bereits so groß, dass der Finne Vierter blieb. In der Rangliste lag weiterhin Hamilton an der Spitze, der sich für Medium-Reifen entschied, vor Verstappen, Vettel und Bottas (alle drei mit harten Reifen). Gefolgt von Gasly, Sainz jr., Daniil Kwjat, Alexander Albon und Grosjean.
Das Rennen wurde dann wieder freigegeben. In Runde 15 kam es in Rascasse erneut zu einer Berührung zwischen Robert Kubica und Giovinazzi. Kurz darauf schied Leclerc bei seinem Heimrennen aus, da der Unterboden des Wagens zu stark beschädigt war.
Die Rennleitung beschloss in dieser Zeit Verstappen mit einer Fünf-Sekunden-Zeitstrafe zu belegen, weil er nach einem Boxenstopp in einem unsicheren Zustand auf die Strecke zurückgeschickt wurde, was zu einer Berührung mit Bottas in der Boxengasse führte. Nach dem Restart konnte Hamilton keinen echten Vorsprung mehr auf den Niederländer von Red Bull Racing herausfahren, der nur wenige Zehntel dahinter lag. Sainz jr. stoppte in Runde 30 und rückte auf den achten Platz vor. Eine Runde später war Kwjat an der Reihe. In Runde 38 verbremste sich Lance Stroll als Elfter an Loews, Räikkönen versuchte dies auszunutzen, fand aber nicht genug Platz und blieb hinter dem Kanadier.
Zwei Runden später macht Stroll seinen Boxenstopp, ebenso wie Albon. Grosjean belegte zwischenzeitlich den fünften Platz und nutzte immer noch die weichen Reifen, die er am Start hatte. In Runde 46 stoppte Räikkönen, nachdem sich hinter ihm ein Zug gebildet hatte. Vier Runden später stoppte dann Grosjean.
Im letzten Teil des Rennens schien Verstappen in der Lage zu sein, Druck auf Hamilton auszuüben, der sich über die Unsicherheit seiner Reifen beklagte. In Runde 62 machte Gasly den zweiten Stopp, um weiche Reifen zu montieren und so zu versuchen, den Bonuspunkt für die schnellste Runde zu ergattern, wobei er einen großen Vorsprung auf den sechsten Platz hatte.
Verstappen versucht mehrmals, an der Haarnadelkurve anzugreifen, die jedoch von Hamilton gut verschlossen wurde. In Runde 75 versuchte es der Niederländer erneut und attackierte den Weltmeister am Ausgang des Tunnels. Sein Auto berührte das des Briten, der jedoch die Führung behielt und seinen 77. Sieg und 140. Podiumsplatz einfuhr. Verstappen, Zweiter im Ziel, erhielt für die Kollision erneut eine Fünf-Sekunden-Zeitstrafe und fiel damit auf den vierten Platz zurück, hinter Vettel und Bottas. Bei ihrer Ankunft trugen die drei Fahrer auf dem Podium eine rote Mütze, zu Ehren von Lauda. Die restlichen Punkteränge belegten Gasly, Sainz jr, Kwjat, Albon, Ricciardo und Grosjean.
Am Ende des Rennens wurde Magnussen mit einer Fünf-Sekunden-Zeitstrafe auf seine Rennzeit und einem Punkt auf seiner Superlizenz bestraft, weil er eine Kurve abgekürzt und sich so einen Vorteil verschafft hatte. Nachdem er bei der Ankunft den zwölften Platz erreicht hatte, fiel er auf den 14. Platz. Giovinazzi musste zusätzlich zu der ihm während des Rennens auferlegten Zehn-Sekunden-Zeitstrafe wegen der Kollision mit Kubica einen Abzug von zwei Punkten von seiner Superlizenz hinnehmen.
In der Fahrerwertung behielt Hamilton die Führung in der Gesamtwertung vor Bottas. Vettel war nun wieder Dritter. In der Konstrukteurswertung blieben die ersten drei Positionen unverändert.

## Meldeliste
| Team                             | Nr. | Fahrer             | Chassis                       | Motor                         | Reifen |
| -------------------------------- | --- | ------------------ | ----------------------------- | ----------------------------- | ------ |
| Mercedes-AMG Petronas Motorsport | 44  | Lewis Hamilton     | Mercedes-AMG F1 W10 EQ Power+ | Mercedes-AMG F1 M10 EQ Power+ | P      |
| Mercedes-AMG Petronas Motorsport | 77  | Valtteri Bottas    | Mercedes-AMG F1 W10 EQ Power+ | Mercedes-AMG F1 M10 EQ Power+ | P      |
| Scuderia Ferrari Mission Winnow  | 05  | Sebastian Vettel   | Ferrari SF90                  | Ferrari 064                   | P      |
| Scuderia Ferrari Mission Winnow  | 16  | Charles Leclerc    | Ferrari SF90                  | Ferrari 064                   | P      |
| Aston Martin Red Bull Racing     | 33  | Max Verstappen     | Red Bull Racing RB15          | Honda RA619H                  | P      |
| Aston Martin Red Bull Racing     | 10  | Pierre Gasly       | Red Bull Racing RB15          | Honda RA619H                  | P      |
| Renault F1 Team                  | 03  | Daniel Ricciardo   | Renault R.S.19                | Renault E-Tech 19             | P      |
| Renault F1 Team                  | 27  | Nico Hülkenberg    | Renault R.S.19                | Renault E-Tech 19             | P      |
| Rich Energy Haas F1 Team         | 08  | Romain Grosjean    | Haas VF-19                    | Ferrari 064                   | P      |
| Rich Energy Haas F1 Team         | 20  | Kevin Magnussen    | Haas VF-19                    | Ferrari 064                   | P      |
| McLaren F1 Team                  | 55  | Carlos Sainz jr.   | McLaren MCL34                 | Renault E-Tech 19             | P      |
| McLaren F1 Team                  | 04  | Lando Norris       | McLaren MCL34                 | Renault E-Tech 19             | P      |
| SportPesa Racing Point F1 Team   | 11  | Sergio Pérez       | Racing Point RP19             | BWT Mercedes                  | P      |
| SportPesa Racing Point F1 Team   | 18  | Lance Stroll       | Racing Point RP19             | BWT Mercedes                  | P      |
| Alfa Romeo Racing                | 07  | Kimi Räikkönen     | Alfa Romeo Racing C38         | Ferrari 064                   | P      |
| Alfa Romeo Racing                | 99  | Antonio Giovinazzi | Alfa Romeo Racing C38         | Ferrari 064                   | P      |
| Red Bull Toro Rosso Honda        | 26  | Daniil Kwjat       | Scuderia Toro Rosso STR14     | Honda RA619H                  | P      |
| Red Bull Toro Rosso Honda        | 23  | Alexander Albon    | Scuderia Toro Rosso STR14     | Honda RA619H                  | P      |
| ROKiT Williams Racing            | 63  | George Russell     | Williams FW42                 | Mercedes-AMG F1 M10 EQ Power+ | P      |
| ROKiT Williams Racing            | 88  | Robert Kubica      | Williams FW42                 | Mercedes-AMG F1 M10 EQ Power+ | P      |

## Klassifikationen

### Qualifying
| Pos.                                                                      | Fahrer             | Konstrukteur              | Q1       | Q2       | Q3       | Start |
| ------------------------------------------------------------------------- | ------------------ | ------------------------- | -------- | -------- | -------- | ----- |
| 01                                                                        | Lewis Hamilton     | Mercedes                  | 1:11,542 | 1:10,835 | 1:10,166 | 01    |
| 02                                                                        | Valtteri Bottas    | Mercedes                  | 1:11,562 | 1:10,701 | 1:10,252 | 02    |
| 03                                                                        | Max Verstappen     | Red Bull Racing-Honda     | 1:11,597 | 1:10,618 | 1:10,641 | 03    |
| 04                                                                        | Sebastian Vettel   | Ferrari                   | 1:11,434 | 1:11,227 | 1:10,947 | 04    |
| 05                                                                        | Pierre Gasly       | Red Bull Racing-Honda     | 1:11,740 | 1:11,457 | 1:11,041 | 08    |
| 06                                                                        | Kevin Magnussen    | Haas-Ferrari              | 1:11,865 | 1:11,363 | 1:11,109 | 05    |
| 07                                                                        | Daniel Ricciardo   | Renault                   | 1:11,767 | 1:11,543 | 1:11,218 | 06    |
| 08                                                                        | Daniil Kwjat       | Scuderia Toro Rosso-Honda | 1:11,602 | 1:11,412 | 1:11,271 | 07    |
| 09                                                                        | Carlos Sainz jr.   | McLaren-Renault           | 1:11,872 | 1:11,608 | 1:11,417 | 09    |
| 10                                                                        | Alexander Albon    | Scuderia Toro Rosso-Honda | 1:12,007 | 1:11,429 | 1:11,653 | 10    |
| 11                                                                        | Nico Hülkenberg    | Renault                   | 1:12,097 | 1:11,670 | –        | 11    |
| 12                                                                        | Lando Norris       | McLaren-Renault           | 1:11,845 | 1:11,724 | –        | 12    |
| 13                                                                        | Romain Grosjean    | Haas-Ferrari              | 1:11,837 | 1:12,027 | –        | 13    |
| 14                                                                        | Kimi Räikkönen     | Alfa Romeo Racing-Ferrari | 1:11,993 | 1:12,115 | –        | 14    |
| 15                                                                        | Antonio Giovinazzi | Alfa Romeo Racing-Ferrari | 1:11,976 | 1:12,185 | –        | 18    |
| 16                                                                        | Charles Leclerc    | Ferrari                   | 1:12,149 | –        | –        | 15    |
| 17                                                                        | Sergio Pérez       | Racing Point-BWT Mercedes | 1:12,233 | –        | –        | 16    |
| 18                                                                        | Lance Stroll       | Racing Point-BWT Mercedes | 1:12,846 | –        | –        | 17    |
| 19                                                                        | George Russell     | Williams-Mercedes         | 1:13,477 | –        | –        | 19    |
| 20                                                                        | Robert Kubica      | Williams-Mercedes         | 1:13,751 | –        | –        | 20    |
| 107-Prozent-Zeit: 1:16,434 min (bezogen auf Q1-Bestzeit von 1:11,434 min) |                    |                           |          |          |          |       |

Anmerkungen
1. ↑  Gasly wurde um drei Startplätze nach hinten versetzt, weil er Grosjean im Qualifying behindert hatte.
2. ↑  Giovinazzi wurde um drei Startplätze nach hinten versetzt, weil er Hülkenberg im Qualifying behindert hatte.

### Rennen
| Pos. | Fahrer             | Konstrukteur              | Runden | Stopps | Zeit        | Start | Schnellste Runde |
| ---- | ------------------ | ------------------------- | ------ | ------ | ----------- | ----- | ---------------- |
| 01   | Lewis Hamilton     | Mercedes                  | 78     | 1      | 1:43:28,437 | 01    | 1:16,167 (09.)   |
| 02   | Sebastian Vettel   | Ferrari                   | 78     | 1      | + 2,602     | 04    | 1:16,277 (09.)   |
| 03   | Valtteri Bottas    | Mercedes                  | 78     | 2      | + 3,162     | 02    | 1:15,163 (65.)   |
| 04   | Max Verstappen     | Red Bull Racing-Honda     | 78     | 1      | + 5,537     | 03    | 1:16,229 (09.)   |
| 05   | Pierre Gasly       | Red Bull Racing-Honda     | 78     | 2      | + 9,946     | 08    | 1:14,279 (72.)   |
| 06   | Carlos Sainz jr.   | McLaren-Renault           | 78     | 1      | + 53,454    | 09    | 1:15,891 (32.)   |
| 07   | Daniil Kwjat       | Scuderia Toro Rosso-Honda | 78     | 1      | + 54,574    | 07    | 1:16,288 (31.)   |
| 08   | Alexander Albon    | Scuderia Toro Rosso-Honda | 78     | 1      | + 55,200    | 10    | 1:15,607 (43.)   |
| 09   | Daniel Ricciardo   | Renault                   | 78     | 1      | + 1:00,894  | 06    | 1:15,697 (78.)   |
| 10   | Romain Grosjean    | Haas-Ferrari              | 78     | 1      | + 1:01,034  | 13    | 1:16,746 (41.)   |
| 11   | Lando Norris       | McLaren-Renault           | 78     | 1      | + 1:06,801  | 12    | 1:16,413 (61.)   |
| 12   | Sergio Pérez       | Racing Point-BWT Mercedes | 77     | 1      | + 1 Runde   | 16    | 1:16,613 (67.)   |
| 13   | Nico Hülkenberg    | Renault                   | 77     | 1      | + 1 Runde   | 11    | 1:16,276 (65.)   |
| 14   | Kevin Magnussen    | Haas-Ferrari              | 77     | 1      | + 1 Runde   | 05    | 1:16,992 (61.)   |
| 15   | George Russell     | Williams-Mercedes         | 77     | 1      | + 1 Runde   | 19    | 1:17,038 (76.)   |
| 16   | Lance Stroll       | Racing Point-BWT Mercedes | 77     | 1      | + 1 Runde   | 17    | 1:16,379 (45.)   |
| 17   | Kimi Räikkönen     | Alfa Romeo Racing-Ferrari | 77     | 1      | + 1 Runde   | 14    | 1:16,436 (50.)   |
| 18   | Robert Kubica      | Williams-Mercedes         | 77     | 1      | + 1 Runde   | 20    | 1:17,388 (32.)   |
| 19   | Antonio Giovinazzi | Alfa Romeo Racing-Ferrari | 76     | 1      | + 2 Runden  | 18    | 1:16,299 (46.)   |
| –    | Charles Leclerc    | Ferrari                   | 16     | 2      | DNF         | 15    | 1:19,151 (06.)   |

Anmerkungen
1. ↑  Verstappen erhielt eine Zeitstrafe von fünf Sekunden für eine unsichere Freigabe („Unsafe Release“) beim Boxenstopp.
2. ↑  Grosjean erhielt eine Zeitstrafe von fünf Sekunden, da er die Linie am Ausgang der Boxengasse beim Verlassen derselben überfahren hatte.
3. ↑  Magnussen erhielt eine Zeitstrafe von fünf Sekunden, da er sich durch das Verlassen der Strecke einen Vorteil verschafft hatte.
4. ↑  Stroll erhielt eine Zeitstrafe von fünf Sekunden, da er sich durch das Verlassen der Strecke einen Vorteil verschafft hatte.

## WM-Stände nach dem Rennen
Die ersten zehn des Rennens bekamen 25, 18, 15, 12, 10, 8, 6, 4, 2 bzw. 1 Punkt(e). Zusätzlich gab es einen Punkt für die schnellste Rennrunde, da der Fahrer unter den ersten zehn landete.

### Fahrerwertung
| Pos. | Fahrer           | Konstrukteur              | Punkte |
| ---- | ---------------- | ------------------------- | ------ |
| 01   | Lewis Hamilton   | Mercedes                  | 137    |
| 02   | Valtteri Bottas  | Mercedes                  | 120    |
| 03   | Sebastian Vettel | Ferrari                   | 82     |
| 04   | Max Verstappen   | Red Bull Racing-Honda     | 78     |
| 05   | Charles Leclerc  | Ferrari                   | 57     |
| 06   | Pierre Gasly     | Red Bull Racing-Honda     | 32     |
| 07   | Carlos Sainz jr. | McLaren-Renault           | 18     |
| 08   | Kevin Magnussen  | Haas-Ferrari              | 14     |
| 09   | Sergio Pérez     | Racing Point-BWT Mercedes | 13     |
| 10   | Kimi Räikkönen   | Alfa Romeo Racing-Ferrari | 13     |

| Pos. | Fahrer             | Konstrukteur              | Punkte |
| ---- | ------------------ | ------------------------- | ------ |
| 11   | Lando Norris       | McLaren-Renault           | 12     |
| 12   | Daniil Kwjat       | Scuderia Toro Rosso-Honda | 9      |
| 13   | Daniel Ricciardo   | Renault                   | 8      |
| 14   | Alexander Albon    | Scuderia Toro Rosso-Honda | 7      |
| 15   | Nico Hülkenberg    | Renault                   | 6      |
| 16   | Lance Stroll       | Racing Point-BWT Mercedes | 4      |
| 17   | Romain Grosjean    | Haas-Ferrari              | 2      |
| 18   | Antonio Giovinazzi | Alfa Romeo Racing-Ferrari | 0      |
| 19   | George Russell     | Williams-Mercedes         | 0      |
| 20   | Robert Kubica      | Williams-Mercedes         | 0      |

### Konstrukteurswertung
| Pos. | Konstrukteur              | Punkte |
| ---- | ------------------------- | ------ |
| 1    | Mercedes                  | 257    |
| 2    | Ferrari                   | 139    |
| 3    | Red Bull Racing-Honda     | 110    |
| 4    | McLaren-Renault           | 30     |
| 5    | Racing Point-BWT Mercedes | 17     |

| Pos. | Konstrukteur              | Punkte |
| ---- | ------------------------- | ------ |
| 06   | Haas-Ferrari              | 16     |
| 07   | Scuderia Toro Rosso-Honda | 16     |
| 08   | Renault                   | 14     |
| 09   | Alfa Romeo Racing-Ferrari | 13     |
| 10   | Williams-Mercedes         | 0      |